# Still on My Mind
Still on My Mind ist das fünfte Studioalbum der britischen Sängerin Dido. Es erschien am 8. März 2019.

## Entstehungsgeschichte
Das Album wurde zusammen mit einigen Familienmitgliedern aufgenommen. Ihr Bruder Rollo Armstrong war als Produzent tätig, Sister Bliss spielte das Keyboard. Ein Großteil des Albums nahm sie bei sich zuhause auf.

## Titelliste
| Nr.          | Titel                | Autor(en)                                         | Produzenten           | Länge |
| ------------ | -------------------- | ------------------------------------------------- | --------------------- | ----- |
| 1.           | Hurricanes           | Dido, Rollo Armstrong, Rick Nowels                | Rollo Armstrong, Dido | 5:14  |
| 2.           | Give You Up          | Si Hulbert, Dee Adam, Denny Thacker, Rob Agostini | Si Hulbert, Dee Adams | 3:22  |
| 3.           | Hell After This      | Dido, Ryan Laubscher                              | Rollo Armstrong, Dido | 3:28  |
| 4.           | You Don’t Need a God | Dido, Rollo Armstrong                             | Rollo Armstrong, Dido | 3:32  |
| 5.           | Take you Home        | Dido, Rick Nowels, Rollo Armstrong                | Rollo Armstrong, Dido | 5:06  |
| 6.           | Some Kind of Love    | Dido, Rollo Armstrong                             | Rollo Armstrong, Dido | 4:42  |
| 7.           | Still on My Mind     | Dido, Ryan Laubscher                              | Rollo Armstrong, Dido | 3:04  |
| 8.           | Mad Love             | Dido, Rollo Armstrong                             | Rollo Armstrong, Dido | 2:52  |
| 9.           | Walking By           | Dido, Ryan Laubscher                              | Ryan Louder, Dido     | 4:31  |
| 10.          | Friends              | Dido, Ryan Laubscher, Matthew Nicolas Hales       | Rollo Armstrong, Dido | 3:23  |
| 11.          | Chances              | Dido, Dee Adams, Rollo Armstrong                  | Rollo Armstrong, Dido | 3:32  |
| 12.          | Have to Stay         | Dido, Ryan Laubscher                              | Ryan Louder, Dido     | 2:44  |
| Gesamtlänge: | Gesamtlänge:         | Gesamtlänge:                                      | Gesamtlänge:          | 45:30 |

## Veröffentlichung
Am 12. November 2018 kündigte Dido die Veröffentlichung des Albums an. Zeitgleich veröffentlichte sie die erste Singleauskopplung Hurricanes, welches bei einer Vorbestellung kostenlos als Download zur Verfügung gestellt wurde. Am 21. Dezember 2018 wurde die zweite Single Friends veröffentlicht. Am 22. Januar 2019 wurde die dritte Single Give You Up veröffentlicht. Das Album wurde am 8. März 2019 vom deutschen Musiklabel BMG Rights Management veröffentlicht.

## Kommerzieller Erfolg

### Chartplatzierungen
| ChartsChartplatzierungen       | Höchstplatzierung | Wochen |
| ------------------------------ | ----------------- | ------ |
| Deutschland (GfK)              | 6 (11 Wo.)        | 11     |
| Österreich (Ö3)                | 5 (2 Wo.)         | 2      |
| Schweiz (IFPI)                 | 4 (11 Wo.)        | 11     |
| Vereinigte Staaten (Billboard) | 45 (1 Wo.)        | 1      |
| Vereinigtes Königreich (OCC)   | 3 (13 Wo.)        | 13     |

| ChartsJahrescharts (2019)    | Platzierung |
| ---------------------------- | ----------- |
| Schweiz (IFPI)               | 94          |
| Vereinigtes Königreich (OCC) | 97          |

### Auszeichnungen für Musikverkäufe
| Land/Region                  | Auszeichnungen für Musikverkäufe (Land/Region, Auszeichnung, Verkäufe) | Verkäufe |
| ---------------------------- | ---------------------------------------------------------------------- | -------- |
| Frankreich (SNEP)            | Gold                                                                   | 50.000   |
| Vereinigtes Königreich (BPI) | Silber                                                                 | 60.000   |
| Insgesamt                    | 1× Silber · 1× Gold ·                                                  | 110.000  |

Hauptartikel: Dido (Sängerin)/Auszeichnungen für Musikverkäufe

## Tour

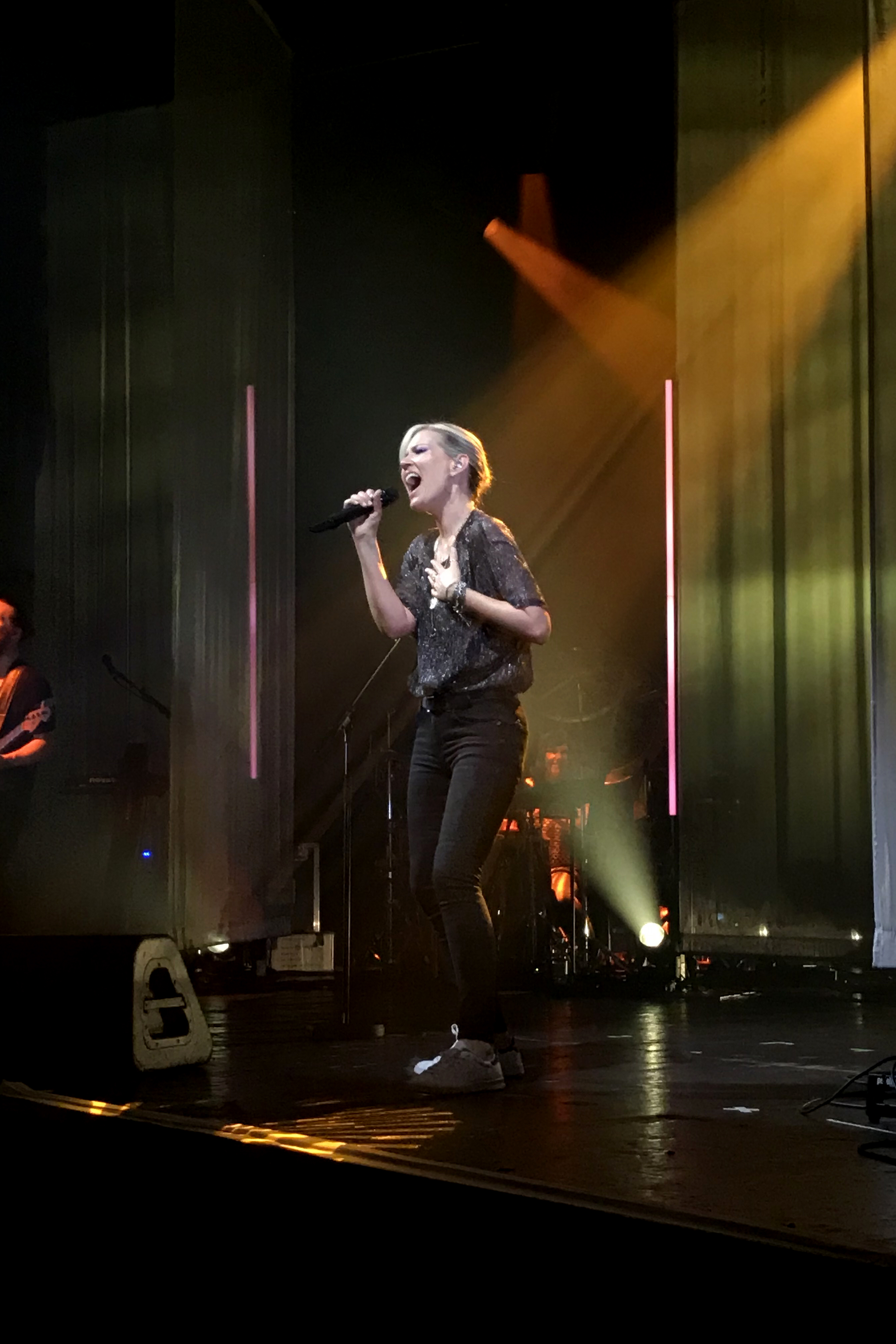
Dido während der Still-on-My-Mind-Tour in Zürich (2019)

Dido wird für das Album auf ihre erste Tour seit 15 Jahren gehen. Insgesamt werden 27 Konzerte gegeben. Die Europa-Tour beginnt am 5. Mai 2019 in Prag und endet am 30. Mai 2019 in London. Ihre Nordamerika-Tour wird im Juni stattfinden. Nachdem die Konzerte auf große Nachfrage stießen, wurden für November und Dezember 2019 weitere Konzerte angekündigt.